# Harpiogłów mniejszy
Harpiogłów mniejszy, harpiogłów większy (Harpiocephalus harpia) – gatunek ssaka z podrodziny tubonosów (Murininae) w obrębie rodziny mroczkowatych (Vespertilionidae).

## Taksonomia
Gatunek po raz pierwszy zgodnie z zasadami nazewnictwa binominalnego opisał w 1840 roku holenderski zoolog Coenraad Jacob Temminck, nadając mu nazwę Vespertilio harpia. Holotyp pochodził z południowo-wschodniej strony góry Gede, w zachodniej części Jawy, w Indonezji. Jedyny przedstawiciel rodzaju harpiogłów (Harpiocephalus), który wprowadził w 1842 roku angielski zoolog John Edward Gray.
Genetycznie Harpiocephalus wydaje się być taksonem siostrzanym w stosunku do reszty Murininae lub osadzonym w Murina i spokrewnionym z M. kontumensis lub M. leucogaster i M. shuipuensis; dokładne umiejscowienie tego taksonu jest niepewne. Forma mordax jest synonimem; czasami jest traktowana jako odrębny gatunek w oparciu o różną wielkość czaszki, ale ta różnica w rzeczywistości reprezentuje dymorfizm płciowy, przy czym nazwa mordax stosowana była w odniesieniu do większych samic. Autorzy Illustrated Checklist of the Mammals of the World rozpoznają cztery podgatunki. Podstawowe dane taksonomiczne podgatunków (oprócz nominatywnego) przedstawia poniższa tabelka:
| Podgatunek       | Oryginalna nazwa                 | Autor i rok opisu | Miejsce typowe                         |
| ---------------- | -------------------------------- | ----------------- | -------------------------------------- |
| H. h. lasyurus   | Noctilinia lasyura               | Hodgson, 1847     | Góry Centralne, sub-Himalaje.          |
| H. h. madrassius | Harpiocephalus harpia madrassius | O. Thomas, 1923   | Perumal, góry Palni, południowe Indie. |
| H. h. rufulus    | Harpiocephalus rufulus           | G.M. Allen, 1913  | Lào Cai, Tonkin, Wietnam.              |

### Etymologia
- Harpiocephalus: rodzaj Harpyia Illiger, 1811 (rurkonos); gr. -κεφαλος -kephalos „-głowy”, od κεφαλη kephalē „głowa”[17].
- harpia: w mitologii greckiej harpia (gr. ἁρπυια harpuia) to skrzydlaty potwór, porywające dzieci i dusze, z głową kobiety i skrzydłami drapieżnego ptaka[17].
- lasyurus: gr. λασιος lasios „włochaty, kudłaty”; ουρα oura „ogon”[18].
- madrassius: Prowincja Madras, Indie Brytyjskie[18].
- rufulus: łac. rufulus „rudawy”, od rufus „rudy”[19].

## Zasięg występowania
Harpiogłów mniejszy występuje w południowej i południowo-wschodniej Azji, zamieszkując w zależności od podgatunku:
- H. harpia harpia – Malezja, półwyspowa Tajlandia, Sumatra, Jawa, Bali, Lombok i Filipiny (Luzon, Leyte, Negros, Mindanao i Palawan).
- H. harpia lasyurus – północno-wschodnie Indie (Sikkim, Bengal Zachodni, Asam, Meghalaya i Mizoram), Bhutan i północno-zachodnia Mjanma.
- H. harpia madrassius – południowe Indie (Kerala i Tamilnadu).
- H. harpia rufulus – południowo-środkowa i południowo-wschodnia Chińska Republika Ludowa (Junnan, Guangdong i Fujian), Wietnam (włącznie z Cát Bà), północny Laos, środkowa Mjanma i Tajlandia.

Populacja występująca na Tajwanie nie została przypisana do żadnego podgatunku.

## Morfologia
Długość ciała (bez ogona) 57–75 mm, długość ogona 40–50 mm, długość ucha 15–18 mm, długość tylnej stopy 10–14 mm, długość przedramienia 44–54,9 mm; masa ciała 12–30,2 g. Samice są wyraźnie większe i cięższe od samców. Wzór zębowy: I {\displaystyle {\tfrac {2}{3}}} C {\displaystyle {\tfrac {1}{1}}} P {\displaystyle {\tfrac {2}{2}}} M {\displaystyle {\tfrac {3}{3}}} = 34. Kariotyp wynosi 2n = 44 i FN = 52 w Wietnamie, Tajwanie i Guangdong, w Chińskiej Republice Ludowej i najwyraźniej 2n = 40 w Tajlandii.